# Microblepsis
Microblepsis és un gènere de papallones nocturnes de la subfamília Drepaninae.

## Taxonomia
- Microblepsis acuminata (Leech, 1890)
- Microblepsis cupreogrisea (Hampson, 1895)
- Microblepsis flavilinea (Leech, 1890)
- Microblepsis leucosticta (Hampson, 1895)
- Microblepsis manleyi (Leech, 1898)
- Microblepsis prunicolor (Moore, 1888)
- Microblepsis rectilínia (Watson, 1968)
- Microblepsis robusta (Oberthür, 1916)
- Microblepsis rugosa (Watson, 1968)
- Microblepsis violacea (Butler, 1889)